# Odontogryllodes brevicauda
Odontogryllodes brevicauda är en insektsart som beskrevs av Lucien Chopard 1969. Odontogryllodes brevicauda ingår i släktet Odontogryllodes och familjen syrsor. Inga underarter finns listade i Catalogue of Life.